# 吉水卓
吉水 卓（よしみず たく、1980年 - ）は、日本のクリエイティブディレクター、アートディレクター、グラフィックデザイナーである。
「株式会社スイミーデザインラボ」代表取締役。

## 人物
米国フィラデルフィアにて総合芸術を学ぶ。
帰国後、デザイン事務所「株式会社スイミーデザインラボ」を設立。
近年は、日本のアニメーション作品とのコラボレーションアートを発表。
また、MoMA Design Storeでのライブペイントイベントなど、アートとコマーシャルの分野で活動。
独特なタッチの絵は国内外で評価されている。

## 主な作品
- SwimmyAnimalLab
- HOZONHOZON
- vegevege
- Japanese Classics

- マルアイNuRIE：アートディレクション
- 新宿伊勢丹メモリアルアートアルバム：クリエイティブディレクション
- ブリヂストンサイクル HELMZ：アートディレクション
- narifur：iアートディレクション

## 参考URL
- SwimmyDesignLab 公式ウェブサイト
- Instagram Taku Yoshimizu